# 2025年のオランダグランプリ (ロードレース)
2025年のオランダグランプリ(2025 Dutch TT、正式名称: Motul TT Assen)は、ロードレース世界選手権の2025年シーズン第10戦として、6月29日にオランダ・アッセンのTTサーキット・アッセンで開催された。